# Paul Samson-Körner
Emil Paul Samson-Körner (* 13. November 1887 in Zwickau; † 25. August 1942 in Berlin) war ein deutscher Boxer und Schauspieler.

## Leben
Paul Körner, der sich später den „Künstlernamen“ Samson zulegte, wanderte 1908 von Zwickau in die USA aus. Dort trat er einem Ring- u. Stemmclub bei und kam 1909 zum Boxen. Unter dem Pseudonym Jim Smith startete er zunächst als Profi in kleineren New Yorker Boxringen um Geld zu verdienen, betrieb aber gleichzeitig eine Ingenieursausbildung. 1912/13 hielt er sich Panama auf und absolvierte auch dort Profikämpfe. 1914 wieder in New York, 1915 als Ingenieur in Chile, 1917 wieder in New York, boxte er an allen Orten, wo er gerade war und wurde 1917 Meister von Panama und Mittelamerika durch einen Sieg über Jack Ortega. Ab 1917 war er in den USA ein beliebter Sparringspartner von bekannten Boxgrößen wie Jack Johnson, Jess Willard, Jack Dempsey und Georges Carpentier.
Er stand aber auch im Ring als Konterboxer seinen Mann und boxte jeden Gegner, der ihm eine Chance gab. So kämpfte er 1919 gegen Harry Greb und Jack Johnson, USA, 1920 gegen Gene Tunney und 1921 gegen Tom Gibbons. Er gewann zwar keinen dieser Kämpfe, machte aber immer eine gute Figur.
1922 kehrte er nach Deutschland zurück und gewann 1922 ganz überraschend gegen den deutschen Schwergewichtsmeister und Angriffsboxer Hans Breitensträter durch k.o. in der 9. Runde. Auch in einem Titelkampf um die deutsche Meisterschaft schlug er Breitensträter im Jahr 1924 k.o.; 1925 verlor er dann diesen Titel wieder an Breitensträter nach Punkten.
1926 verlor er umstritten gegen die neue Schwergewichtshoffnung Franz Diener.
Paul Samson-Körner wog nur etwa 80 kg, bei einer Größe von 1,80 m. Er war also eigentlich ein Halbschwergewichtler, aber er nahm furchtlos die schwersten Gegner an und zeigte in allen seinen Kämpfen viel Herz und Mut.
1927 bestritt er gegen Rudi Wagener in Dortmund seinen letzten Kampf. Sein Kampfrekord verzeichnet 67 Kämpfe mit 40 Siegen, wobei seine frühen Kämpfe in New York und in Mittelamerika in keinem Rekord verzeichnet sind.
Nach seiner Boxerlaufbahn wurde er Filmschauspieler. Er drehte zum Beispiel 1935 gemeinsam mit Max Schmeling und Anny Ondra den Film „Knock out“.
Am 25. August 1942 wurde Paul Samson-Körner von einem Autobus angefahren und erlitt einen Schädelbruch. Er starb im Elisabeth-Krankenhaus in Berlin-Tiergarten.
Paul Samson-Körner wurde 54 Jahre alt.

### Seine Meisterschaftskämpfe
(EM = Europameisterschaft, DM = deutsche Meisterschaft, HS = Halbschwergewicht, S = Schwergewicht)
| Datum              | Ort      | Wettbewerb | Gewichtsklasse | Gegner              | Ergebnis                        |
| ------------------ | -------- | ---------- | -------------- | ------------------- | ------------------------------- |
| 29. Februar 1924   | Berlin   | DM         | S              | Hans Breitensträter | Sieg durch k.o. in der 3. Runde |
| 7. Juni 1924       | Chemnitz | DM         | S              | Adolf Seybold       | Sieg durch k.o. in der 6. Runde |
| 11. September 1925 | Berlin   | DM         | S              | Hans Breitensträter | Niederlage nach Punkten         |
| 15. November 1925  | Paris    | EM         | HS             | Louis Clement       | Niederlage nach Punkten         |
| 18. Juni 1926      | Berlin   | DM         | S              | Franz Diener        | Niederlage nach Punkten         |

## Brecht und Samson-Körner
Bertolt Brecht lernte Samson-Körner 1924 kennen, interviewte ihn und machte ihn zur Grundlage seiner Reportage bzw. Erzählung Der Lebenslauf des Boxers Samson-Körner, welche 1926/27 in Fortsetzungen zuerst in Scherls Magazin und dann in der Sportzeitschrift Die Arena erschien. Da andere Arbeiten Brecht in die Quere kamen, blieb der Text unvollendet. Das Berliner Ensemble machte diesen Brecht-Text zur Grundlage eines Theaterstücks.